# Gospodarka Zambii
Gospodarka Zambii – Zambia należy do grupy najbiedniejszych państw w Afryce pomimo dosyć dobrze rozwiniętego przemysłu oraz licznych bogactw naturalnych. Obecnie kraj ten jest ważnym eksporterem rud miedzi. Wpływy z eksportu tego surowca wynoszą 80% wartości dochodów z handlu zagranicznego. Oprócz tego głównym źródłem dochodu jest rolnictwo. Walutą Zambii jest kwacha (1000 kwacha jest warte ok. 0,67 PLN).
Zadłużenie zagraniczne wynosiło 11,48 mld $ (w 2021 roku). Inflacja wynosiła 8,5% (dane z 2010 roku).

## Rolnictwo
W rolnictwie pracuje 54,8% mieszkańców Zambii (2017). Dominują niewielkie gospodarstwa, liczące do 1,5 ha powierzchni. Rolnictwo farmerskie rozwinęło się na obszarach położonych w pobliżu linii kolejowych. Wytwarza ona niemal połowę produkcji towarowej. Uprawia się głównie: trzcinę cukrową, pszenicę, tytoń, bawełnę, a także: kukurydzę, proso, maniok, orzeszki ziemne. Produkcja rolna jest uzależniona od warunków pogodowych (zwłaszcza powodzi i susz). Rozwój hodowli ograniczają: susze, epidemie chorób zwierzęcych oraz muchy tse-tse.
Użytki rolne zajmują 54% powierzchni Zambii.

## Przemysł i górnictwo
W przemyśle pracuje 9,9% ludności czynnej zawodowo (2017). Górnictwo stanowi najważniejsze źródło dochodów z eksportu. W Zambii mieści się Pas Miedziowy, gdzie wydobywa się rudy miedzi, kobaltu, berylu, cynku, manganu, węgla kamiennego, srebra, złota, pirytu, kamieni szlachetnych. Energię elektryczną pozyskuje się głównie z hydroelektrowniach. Dużą rolę odgrywają: przemysł przetwórczy (głównie hutnictwo miedzi i kobaltu), spożywczy, włókienniczy, maszynowy, elektrotechniczny, drzewny, papierniczy, rafineryjny (m.in. w Ndola), cementowy, montaż samochodów i rowerów.

## Usługi i turystyka
W usługach pracuje 3,53% ludności czynnej zawodowo (2017).
W 2005 roku Zambię odwiedziło 578 tysięcy turystów. Wpływy z tego sektora wynosiły 149 mln $. Podróżni odwiedzają zwłaszcza Wodospady Wiktorii położone na południu państwa, na rzece Zambezi, w pobliżu Livingstone, przy granicy z Zimbabwe.

## Historia
W 1968 roku kwacha zastąpiła funta zambijskiego w przeliczniku 2 kwacha = 1 funt (1 kwacha = 10 szylingów). Waluta mocna straciła na wartości w wyniku wysokiej inflacji.
W momencie wprowadzenia waluty (1968) kwacha była warta 1,2 dolara, na dzień 23.10.2009 1 dolar jest wart 4665 kwacha, a na dzień 22 grudnia 2011, 1 dolar jest wart już 5105 kwacha.
W okresie międzywojennym Zambia (czy właściwie wówczas Rodezja Północna – od 1924 do 1953) była największym na świecie producentem miedzi. W latach 60. i 70. nastąpił szybki rozwój Zambii, jednakże już w latach 80. gospodarka się załamała. Głównymi powodami stały się błędy w podejmowaniu działań na rzecz rozwoju państwa, chaotyczna polityka w Zambii, brak kwalifikowanej siły roboczej oraz spadek cen miedzi, co utrudniło handel zagraniczny. W tym czasie PKB rosło o 1%, zaś PKB na jednego mieszkańca spadało o 2%. Sytuację pogarszały susze, które utrudniały rozwój rolnictwa. Od 2002 roku w wyniku wzrostu cen miedzi Zambia powoli odbudowuje swoje państwo.
W 2000 roku bezrobocie wyniosło 50%. Do 2008 roku wskaźnik ten spadł do 15%.